# Simoselaps littoralis
Simoselaps littoralis är en ormart som beskrevs av Storr 1968. Simoselaps littoralis ingår i släktet Simoselaps och familjen giftsnokar och underfamiljen havsormar. Inga underarter finns listade i Catalogue of Life.
Denna orm förekommer i Australien i Western Australia vid kusten. Den hittas även på flera små öar i närheten. Habitatet varierar mellan buskskogar, sanddyner och hed. Ibland besöker arten samhällens kanter. Individerna har främst ödlor som föda. Ormens bett är giftigt. Honor lägger ägg.
Landskapets omvandling till turismens behov påverkar beståndet negativ. Hela populationen anses vara stabil. IUCN kategoriserar arten globalt som livskraftig.